# Легка атлетика на Літній універсіаді 1975
Змагання з легкої атлетики на Літній універсіаді 1975 проходили 18-21 вересня в Римі на Олімпійському стадіоні.
Легка атлетика була єдиним видом спорту, представленому на Універсіаді 1975 року. Первісно, Універсіаду того року мав приймати Белград. Проте, за 9 місяців до відкриття югославська столиця відмовилась від проведення змагань. Організаторам вдалось домовитись із Римом щодо проведення у 1975 серед студентів лише легкоатлетичних змагань.
Вперше в історії Універсіад були розіграні медалі з жіночого бігу на 3000 метрів.

## Призери

### Чоловіки
| Дисципліни                | Золото                                                               | Золото   | Срібло                                                           | Срібло   | Бронза                                                                  | Бронза   |
| ------------------------- | -------------------------------------------------------------------- | -------- | ---------------------------------------------------------------- | -------- | ----------------------------------------------------------------------- | -------- |
| 100 метрів                | П'єтро Меннеа Італія                                                 | 10,28 UR | Чарльз Гопкінс США                                               | 10,47    | Тома Петреску Румунія                                                   | 10,66    |
| 200 метрів                | П'єтро Меннеа Італія                                                 | 20,28    | Роберт Мартін Канада                                             | 21,06    | Торстен Йоханссон Швеція                                                | 21,15    |
| 400 метрів                | Єжі П'єтшик Польща                                                   | 46,26    | Роджер Дженкінс Велика Британія                                  | 46,55    | Браян Сондерс Канада                                                    | 46,83    |
| 800 метрів                | Вальдемар Гондек Польща                                              | 1.50,04  | Павло Литовченко СРСР                                            | 1.50,13  | Мохамед Сід Алі Джуаді Алжир                                            | 1.50,19  |
| 1500 метрів               | Томас Вессінгхаге ФРН                                                | 3.39,73  | Стів Гайденрайх США                                              | 3.40,56  | Георге Гіпу Румунія                                                     | 3.41,19  |
| 5000 метрів               | Франко Фава Італія                                                   | 13.37,56 | Іліє Флорою Румунія                                              | 13.39,20 | Джуліан Гоутер Велика Британія                                          | 13.42,02 |
| 10000 метрів              | Франко Фава Італія                                                   | 28.37,92 | Іліє Флорою Румунія                                              | 28.52,49 | Джим Браун Велика Британія                                              | 29.03,54 |
| 110 метрів з бар'єрами    | Чарльз Фостер США                                                    | 13,83    | Едуард Переверзєв СРСР                                           | 13,94    | Борислав Пишич Югославія                                                | 14,28    |
| 400 метрів з бар'єрами    | Рольф Циглер ФРН                                                     | 50,43    | Єжі Гевельт Польща                                               | 50,85    | Тімо Огунджимі Нігерія                                                  | 51,25    |
| 3000 метрів з перешкодами | Броніслав Маліновський Польща                                        | 8.22,32  | Міхаель Карст ФРН                                                | 8.28,22  | Казімєж Міранда Польща                                                  | 8.29,23  |
| 4×100 метрів              | СРСРМикола Колесников Сергій Владимирцев Юрій Сілов Олександр Жидких | 39,80    | КанадаМарвін Неш Албін Дьюковські Роберт Мартін Браян Сондерс    | 40,06    | ФРНКлаус-Дітер Білер Клаус Ель Райнхард Борхерт Дітер Штайнманн         | 40,20    |
| 4×400 метрів              | ПольщаВальдемар Шлендак Єжі П'єтшик Єжі Гевельт Вальдемар Гондек     | 3.09,13  | ЮгославіяМілорад Чикич Івіца Івічак Мілорад Савич Драган Животич | 3.09,71  | СРСРВолодимир Носенко Павло Козбан Микола Явтушенко Олександр Братчиков | 3.10,09  |
| Стрибки у висоту          | Енцо дель Форно Італія                                               | 2,13     | Майор Іштван Угорщина                                            | 2,13     | Даніаль Темім Югославія                                                 | 2,13     |
| Стрибки з жердиною        | Франсуа Траканеллі Франція                                           | 5,20     | Брюс Сімпсон Канада                                              | 5,20     | Ренато Діонізі Італія                                                   | 5,10     |
| Стрибки в довжину         | Гжегож Цибульський Польща                                            | 8,27 UR  | Ненад Стекич Югославія                                           | 8,13     | Олексій Переверзєв СРСР                                                 | 7,90     |
| Потрійний стрибок         | Міхал Йоахимовський Польща                                           | 16,54    | Анатолій Піскулін СРСР                                           | 16,52    | Сергій Сидоренко СРСР                                                   | 16,42    |
| Штовхання ядра            | Бішоп Долегевич Канада                                               | 19,45    | Анатолій Ярош СРСР                                               | 19,11    | Вальчо Стоєв Болгарія                                                   | 18,90    |
| Метання диска             | Маркку Туокко Фінляндія                                              | 62,94    | Тегла Ференц Угорщина                                            | 58,10    | Ігор Спасовходський СРСР                                                | 57,80    |
| Метання молота            | Олексій Спиридонов СРСР                                              | 73,82    | Вальтер Шмідт ФРН                                                | 72,00    | Юрій Сєдих СРСР                                                         | 71,32    |
| Метання списа             | Георге Мегеля Румунія                                                | 81,30 UR | Білл Шмідт США                                                   | 80,20    | Іван Морголь СРСР                                                       | 78,44    |
| Десятиборство             | Зепп Цайльбауер Австрія                                              | 7857     | Філіпп Бобен Франція                                             | 7568     | Вінфрід Гартвек ФРН                                                     | 7382     |

### Жінки
| Дисципліни             | Золото                                                              | Золото   | Срібло                                                              | Срібло  | Бронза                                                       | Бронза  |
| ---------------------- | ------------------------------------------------------------------- | -------- | ------------------------------------------------------------------- | ------- | ------------------------------------------------------------ | ------- |
| 100 метрів             | Людмила Жаркова СРСР                                                | 11,31    | Мона-Ліза Пурсіайнен Фінляндія                                      | 11,47   | Патті Лаврок Канада                                          | 11,57   |
| 200 метрів             | Пірйо Хеггман Фінляндія                                             | 23,38    | Мона-Ліза Пурсіайнен Фінляндія                                      | 23,61   | Єліца Павлічич Югославія                                     | 23,78   |
| 400 метрів             | Пірйо Хеггман Фінляндія                                             | 51,80 UR | Інта Клімовича СРСР                                                 | 52,25   | Єліца Павлічич Югославія                                     | 52,50   |
| 800 метрів             | Ніна Моргунова СРСР                                                 | 2.01,94  | Йозефіна Черхланова Чехословаччина                                  | 2.02,45 | Ніколіна Штерева Болгарія                                    | 2.02,74 |
| 1500 метрів            | Еллен Вельманн ФРН                                                  | 4.08,72  | Наталія Андреї Румунія                                              | 4.08,84 | Росиця Пехліванова Болгарія                                  | 4.10,17 |
| 3000 метрів            | Наталія Андреї Румунія                                              | 8.54,09  | Тельма Райт Канада                                                  | 8.54,94 | Світлана Ульмасова СРСР                                      | 8.55,88 |
| 100 метрів з бар'єрами | Гражина Рабштин Польща                                              | 13,14    | Божена Новаковська Польща                                           | 13,34   | Тетяна Анисимова СРСР                                        | 13,64   |
| 4×100 метрів           | СРСРІнта Клімовича Тетяна Анисимова Марина Сидорова Людмила Жаркова | 44,77    | ПольщаЄва Длуголецька Аньєла Шуберт Барбара Бакулін Гражина Рабштин | 44,87   | ФранціяСесіль Кашра Данієль Камю Жаклін Курте Роз-Еме Бакуль | 45,88   |
| Стрибки у висоту       | Галина Філатова СРСР                                                | 1,88     | Сара Сімеоні Італія                                                 | 1,88    | Алла Федорчук СРСР                                           | 1,86    |
| Стрибки в довжину      | Ярміла Нигринова Чехословаччина                                     | 6,48     | Доріна Катиняну Румунія                                             | 6,34    | Аліна Георгіу Румунія                                        | 6,32    |
| Штовхання ядра         | Єлена Стоянова Болгарія                                             | 18,99    | Міхаела Логін Румунія                                               | 18,21   | Ріма Макаускайте СРСР                                        | 18,06   |
| Метання диска          | Марія Петкова Болгарія                                              | 65,28    | Аргентина Меніс Румунія                                             | 64,28   | Радостина Бахчеванова Болгарія                               | 56,96   |
| Метання списа          | Надія Якубович СРСР                                                 | 61,72    | Кейт Шмідт США                                                      | 60,36   | Ева Зерге Румунія                                            | 59,50   |
| П'ятиборство           | Джейн Фредерік США                                                  | 4442     | Дьюрджа Фоцик Югославія                                             | 4423    | Ольга Рукавишникова СРСР                                     | 4313    |

## Медальний залік
| Місце                | Країна               | Золото | Срібло | Бронза | Загалом |
| -------------------- | -------------------- | ------ | ------ | ------ | ------- |
| 1                    | СРСР                 | 7      | 5      | 11     | 23      |
| 2                    | Польща               | 7      | 3      | 1      | 11      |
| 3                    | Італія               | 5      | 1      | 1      | 7       |
| 4                    | ФРН                  | 3      | 2      | 2      | 7       |
| 5                    | Фінляндія            | 3      | 2      | 0      | 5       |
| 6                    | Румунія              | 2      | 6      | 4      | 12      |
| 7                    | США                  | 2      | 4      | 0      | 6       |
| 8                    | Болгарія             | 2      | 0      | 4      | 6       |
| 9                    | Канада               | 1      | 4      | 2      | 7       |
| 10                   | Франція              | 1      | 1      | 1      | 3       |
| 11                   | Чехословаччина       | 1      | 1      | 0      | 2       |
| 12                   | Австрія              | 1      | 0      | 0      | 1       |
| 13                   | Югославія            | 0      | 3      | 4      | 7       |
| 14                   | Угорщина             | 0      | 2      | 0      | 2       |
| 15                   | Велика Британія      | 0      | 1      | 2      | 3       |
| 16                   | Алжир                | 0      | 0      | 1      | 1       |
| 16                   | Нігерія              | 0      | 0      | 1      | 1       |
| 16                   | Швеція               | 0      | 0      | 1      | 1       |
| Загалом (18 збірних) | Загалом (18 збірних) | 35     | 35     | 35     | 105     |

## Виступ українців
| Чоловіки (6) | Чоловіки (6)       | Чоловіки (6) | Чоловіки (6)         |
| Місце        | Атлет              | Дисципліна   | Результат            |
| ------------ | ------------------ | ------------ | -------------------- |
| 2            | Анатолій Ярош      | ядро         | 19,11                |
| 3            | Юрій Сєдих         | молот        | 71,32                |
| 3            | Микола Явтушенко   | 4×400 м      | 3.10,09 (3.10,06)[a] |
|              | Геннадій Гусєв     | жердина      | 5,00                 |
|              | Анатолій Недибалюк | 5000 м       | 14.07,74             |
| заб          | Євген Волков       | 1500 м       | 3.47,50              |

| Жінки (3) | Жінки (3)      | Жінки (3)  | Жінки (3)            |
| Місце     | Атлетка        | Дисципліна | Результат            |
| --------- | -------------- | ---------- | -------------------- |
| 1         | Ніна Моргунова | 800 м      | 2.01,94              |
|           | Раїса Катюкова | 3000 м     | 9.00,62              |
|           | Юлія Сафіна    | 800 м      | 2.07,12 (2.06,95)[a] |
|           | Раїса Катюкова | 1500 м     | 4.15,32              |

a  У дужках вказаний кращий результат, показаний у попередньому забігу.